# (29361) Botticelli
(29361) Botticelli ist ein Asteroid des Hauptgürtels, der am 9. Februar 1996 vom italienischen Astronomen Vincenzo Silvano Casulli am Osservatorio Colleverde di Guidonia (IAU-Code 596) in der Gemeinde Guidonia Montecelio in der Provinz Rom entdeckt wurde.
Benannt wurde der Asteroid nach dem italienischen Maler der italienischen Frührenaissance Sandro Botticelli (1445–1510), der 1481 mehrere Wandgemälde in der Sixtinischen Kapelle schuf und um 1498 insgesamt 94 Federzeichnungen zur Göttlichen Komödie des Dante Alighieri anfertigte.